# Plaza San Martín (Formosa)

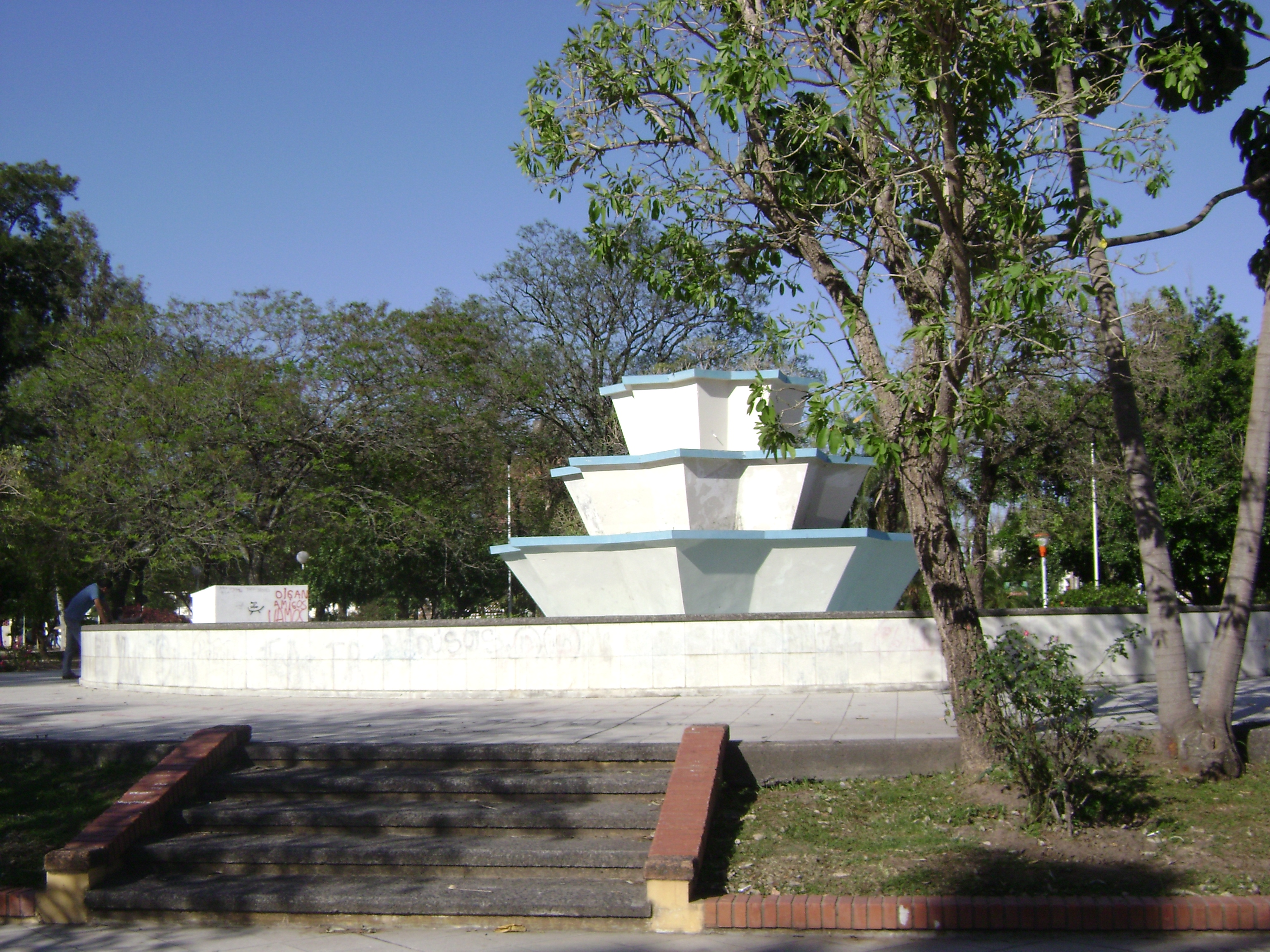
Fuente Flor del Irupé en la zona central de la plaza.

La plaza General San Martín está ubicada en la ciudad de Formosa, capital de la provincia argentina del Formosa. Su nombre alude al General Don José de San Martín, Padre de la Patria y prócer de la República Argentina.
De ella nacen las cuatro avenidas principales, de las que luego nacen las demás calles de la ciudad, haciendo de esta plaza un punto de referencia para la orientación dentro de la urbe. 
Estas avenidas son:
- Avenida 25 de Mayo (Orientación Este y Oeste): por ella se sale hacia la Avenida Gobernador Gutnisky y de allí a la ruta Nicolás Avellaneda y a la vecina ciudad de Resistencia. Sus plazoletas son un tradicional lugar de reunión para los habitantes de la ciudad.
- Avenida 9 de Julio (Orientación Norte y Sur): comunica Formosa con las ciudades de Clorinda y Asunción. Posee boulevares con abundantes árboles y plantas típicas de la zona.

Está considerada un excelente jardín botánico, al contar con numerosos ejemplares de palmeras, palo borracho, ceibo, lapacho, chivatos, entre otros.
Es también, una de las plazas más grandes de Sudamérica, porque abarca un área de 4 ha.
La plaza es el centro político, comercial, social y administrativo de la ciudad, al estar rodeada de significativos edificios como el Colegio Nacional "Gob. Juan J. Silva", el Ministerio de Turismo, la sede del Obispado de Formosa, el Teatro de la Ciudad, el Centro Superior de Arte, y la Escuela Nº58.

## Historia
La plaza nace en 1879, año en que se funda la Ciudad. En ese entonces, era llamada "plaza 8 de Abril", en alusión al día de la fundación del poblado.

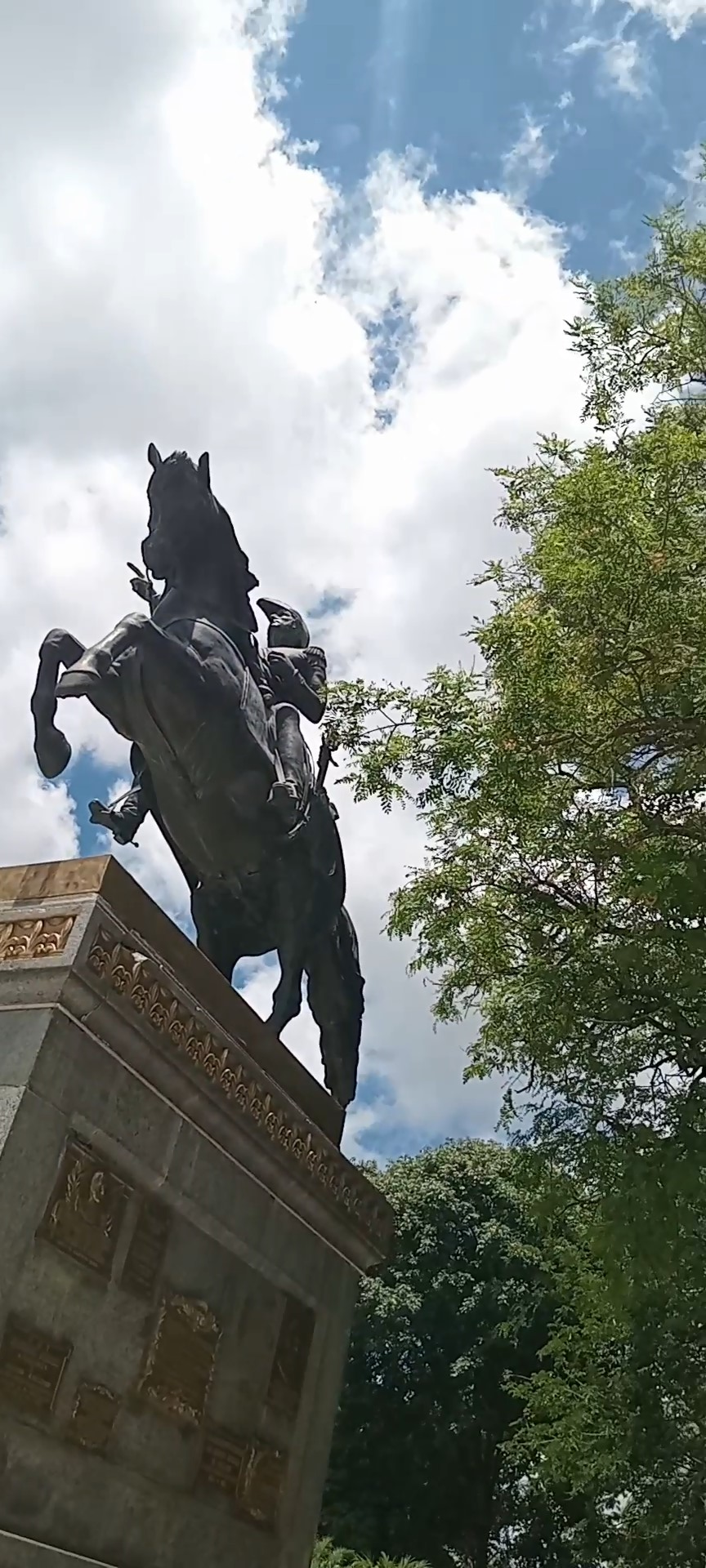
Estatua de San Martín, Formosa.

Desde un primer momento fue el punto de encuentro de las familias que poblaban el nuevo suelo formoseño.
En el año 1913, le es obsequiado al por entonces Gobierno del Territorio Nacional de Formosa por parte de la Presidencia de la Nación, una estatua de bronce del General José de San Martín sobre su caballo. Inmediatamente se decidió su ubicación: sería en la parte norte de la plaza 8 de Abril.
Se construyó entonces un pedestal de piedra de 5 metros de alto por 2 de ancho; y en su parte superior se colocó la flamante imagen.
Desde el 12 de octubre de ese año (cuando se inauguró el monumento), se dispuso que el parque lleváse el nombre del prócer.

### Los 90's
Durante 1994 y parte de 1995, la plaza fue remodelada y modernizada.
Se le agregaron nuevos atractivos y paseos, como fuentes de agua, esculturas, juegos infantiles y hasta un lago artificial con un puente que lo atravesaba.
Se le reemplazaron también bancos, iluminación y pisos en su totalidad.
La modificación fue inaugurada en 1995, durante la gestión del Intendente Cristino Caballero.

### SigloXXI
Debido a la desidia y a la despreocupación por mantener este espacio en buen estado, muchos de los atractivos de la plaza fueron deteriorándose cada vez más.

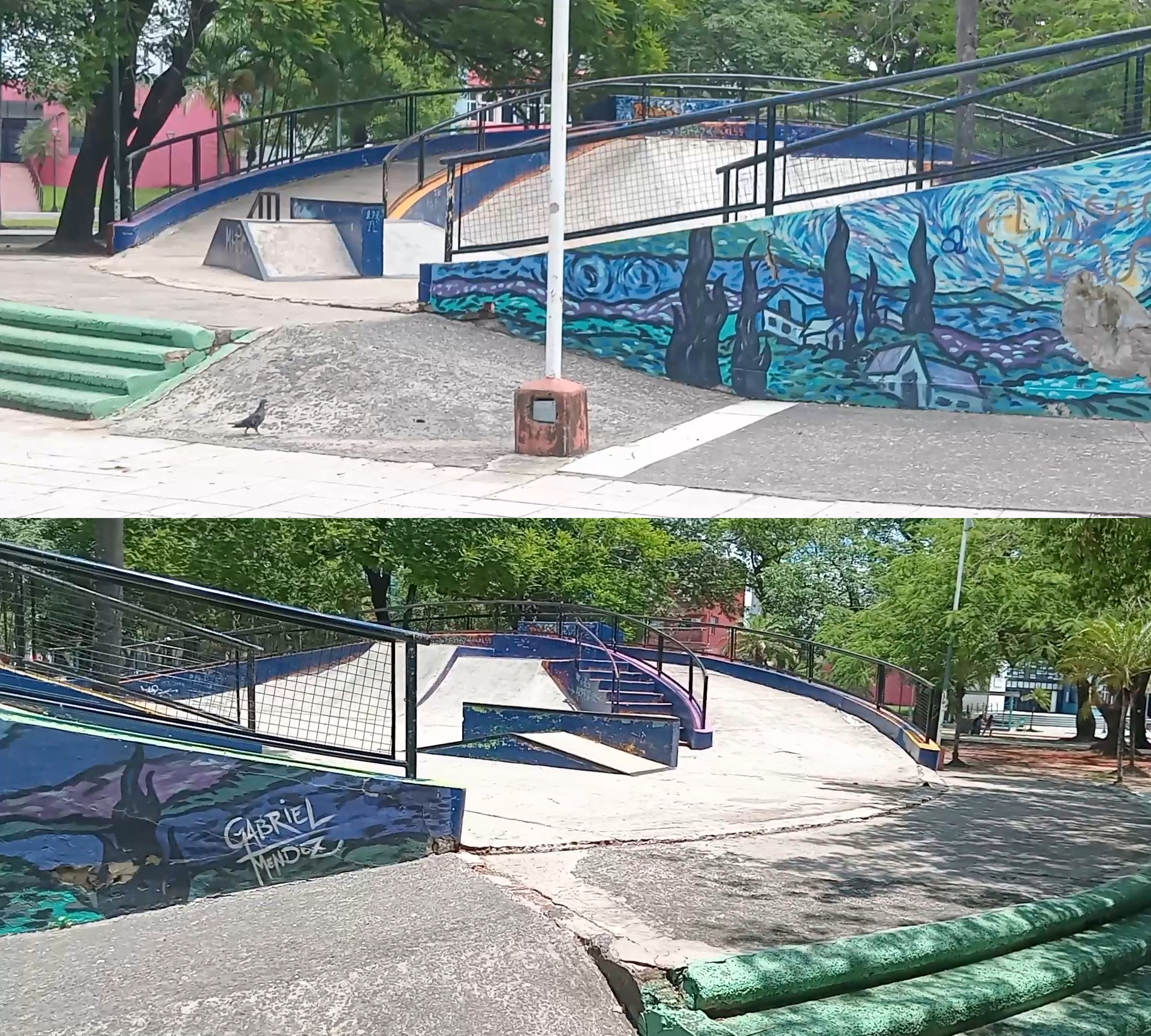
Skatepark en la plaza General San Martín de Formosa. Foto del 14 de diciembre de 2024.

Afortunadamente, a fines del año 2006, se puso en marcha un Plan de Recuperación de Espacios Verdes de la Ciudad de Formosa. Este plan permitió que la plaza fuera remodelada en parcialidad: se le cambiaron bancos rotos, se reemplazaron las iluminarias averiadas y se modernizaron los juegos infantiles.
En 2007 se inauguró un skatepark, donde hay rampas y obstáculos para realizar trucos con skate.
A principios de 2009, el lago artificial (que presentaba un desagradable aspecto debido a la falta de limpieza), fue drenado en su totalidad y dentro de él se instaló una fuente de agua. Además se remodeló por completo el puente que lo atravesaba, se ubicaron nuevos bancos, barandas y vallas de contención, se soltaron 50 ejemplares de pacú y en las orillas de dicho lago hay ahora un carrusel mecánico para niños pequeños.
| Características de la plaza San Martín          | |
| Forma:                                          | Aproximadamente la de un cuadrado, pero con sus lados en forma de semicírculo |
| Superficie:                                     | 4 ha |
| Longitud:                                       | 250,60 m de largo por 250,60 m de ancho |
| Obras de arte:                                  | Monumento al General José de San Martín (1910) 5 esculturas del Paseo de las Esculturas (1994) |
| Infraestructura y equipamiento:                 | Iluminación, bancos, 3 fuentes de agua, 1 reloj a energía solar, mástil con la bandera argentina, lago artificial, juegos infantiles, área para realizar ejercicios, zona "seca" para realización de espectáculos públicos, sanitarios, patinódromo, anfiteatro. |
| Especies arbóreas:                              | Palmeras: Pindó, Palmeras Yatay y Washingtonianas. Árboles Jacarandá, Ceibo, Chivatos, Anchico blanco, Paratodo, Lapacho Negro, Lapacho Rosado, Tipa Blanca, Eucalyptus, Mango, Palo Borracho, Ficus, Jazmín Magno, Ñangapiri, Brachychiton entre otras          |
| Ubicación de la plaza San Martín en Google Maps | |

- Datos: Q6079805